# C19H17NO3
分子式C19H17NO3（摩尔质量：307.343 g/mol）可以指：
- LY-294002，CAS号：154447-36-6
- 西花椒碱（西班牙语：cusparine），CAS号：529-92-0

|  | 这个同类索引页列出了具有相同分子式的化学物（即同分異構體）条目。 除非您是有意链接至本页，否则应将相应条目的内部链接指向正确的条目。 |